# 7440 Завист
7440 Завист (7440 Závist) — астероїд головного поясу, відкритий 1 березня 1995 року.
Тіссеранів параметр щодо Юпітера — 3,376.